# 小野幸治
小野 幸治（おの ゆきはる、1944年8月11日 - ）はJRA・栗東トレーニングセンターに所属していた元騎手・元調教師。

## 来歴
1960年、中京・小林三雄三厩舎所属で騎手見習いとなる。
1965年、中京（のちに栗東）・小林稔厩舎所属となり騎手デビューを果たす。
1966年、第1回北九州記念をハジメリユウで制し重賞初勝利を挙げる。
1974年、栗東・小林三雄三厩舎所属となる。
1976年、ふたたび小林稔厩舎所属となる。
1982年、調教師免許を取得し騎手を引退する。通算成績は2342戦317勝。
1984年、厩舎を開業する。3月11日、初出走となった小倉競馬場での第9レースは、タケノヨロコビが4着となる。5月19日、阪神競馬場での第2レースでハンキトップが勝利し延べ17頭目で初勝利を挙げる。
1985年、愛知杯をロングクイックが制しJRA重賞初勝利を挙げる。
1987年、第39回阪神3歳ステークスをサッカーボーイが制し、JRAGI初勝利を挙げる。
2015年2月28日付けで定年により調教師を引退した。

## 騎手成績
| 通算成績 | 1着 | 2着 | 3着 | 騎乗数 | 勝率 | 連対率 |
| -------- | --- | --- | --- | ------ | ---- | ------ |
| 平地     | 314 | 301 | 258 | 2320   | .135 | .265   |
| 障害     | 3   | 2   | 2   | 15     | .200 | .333   |
| 計       | 317 | 303 | 260 | 2335   | .136 | .266   |

|            | 日付           | 競走名     | 馬名           | 頭数 | 人気 | 着順 |
| ---------- | -------------- | ---------- | -------------- | ---- | ---- | ---- |
| 初騎乗     | 1965年3月6日   | -          | シーダ         | -    | -    | 4着  |
| 初勝利     | 1965年3月7日   | -          | ダイハジメオー | -    | -    | 1着  |
| 重賞初騎乗 | 1965年6月6日   | 鳴尾記念   | アスカ         | 7頭  | 2    | 3着  |
| 重賞初勝利 | 1966年11月20日 | 北九州記念 | ハジメリユウ   | 12頭 | 2    | 1着  |
| GI級初騎乗 | 1968年6月30日  | 優駿牝馬   | ローズイパス   | 16頭 | 6    | 9着  |

### 主な騎乗馬
- ハジメリユウ（1966年北九州記念）
- タカノキネン（1969年阪急杯）
- フサイチ（1970年アラブ大賞典（春・秋））
- シュンサクオー（1970年大阪杯）
- キームスビィミー（1971年京都記念（秋）、1972年ハリウッドターフクラブ賞）
- ホースメンホープ（1977年日本経済新春杯、中京記念）
- タニノテスコ（1981年阪神牝馬特別）

### 表彰
- 優秀調教師賞（関西。1986年）
- 中京競馬記者クラブ賞（1995年）

## 調教師成績
|            | 日付           | 競馬場・開催  | 競走名         | 馬名           | 頭数 | 人気 | 着順 |
| ---------- | -------------- | ------------- | -------------- | -------------- | ---- | ---- | ---- |
| 初出走     | 1984年3月11日  | 1回小倉2日9R  | -              | タケノヨロコビ | -    | -    | 4着  |
| 初勝利     | 1984年5月19日  | 3回阪神1日2R  | 4歳未勝利      | ハンキトップ   | -    | -    | 1着  |
| 重賞初出走 | 1984年11月3日  | 5回京都1日11R | デイリー杯3歳S | ロングクイック | 10頭 | 7    | 9着  |
| 重賞初勝利 | 1985年12月1日  | 3回中京2日11R | 愛知杯         | ロングクイック | 14頭 | 5    | 1着  |
| GI初出走   | 1985年5月19日  | 3回東京4日10R | 優駿牝馬       | クリスシルバー | 28頭 | 8    | 12着 |
| GI初勝利   | 1987年12月20日 | 5回阪神6日11R | 阪神3歳S       | サッカーボーイ | 10頭 | 1    | 1着  |

### 主な管理馬
※太字はGIレース
- ロングクイック（1985年愛知杯）
- サッカーボーイ（1987年阪神3歳ステークス、1988年中日スポーツ賞4歳ステークス、函館記念、マイルチャンピオンシップ）
- ホワイトアロー（1990年愛知杯、1992年スポニチ賞金杯）
- メルシーアトラ（1991年日経新春杯）
- メルシーステージ（1994年アーリントンカップ、毎日杯）
- サウンドバリヤー（1995年愛知杯）
- セフティーエンペラ（2004年福島記念）
- スリーアベニュー（2007年ガーネットステークス）
- ロングプライド（2007年ユニコーンステークス）
- ジョイフルハート（2008年北海道スプリントカップ）
- オースミムーン（2013年小倉サマージャンプ、阪神ジャンプステークス、東京ハイジャンプ、2014年京都ジャンプステークス）

## 主な厩舎所属者
※太字は門下生。括弧内は厩舎所属期間と所属中の職分。
- 河北通（1991年-2009年 騎手、2009年-2015年 調教助手）
- 内山正博（1996年-1998年 騎手）